# МАЗ-6310
МАЗ-6310 — бортовий автомобіль з колісною формулою 6х4, що випускається Мінським автозаводом, є подовженою версією МАЗ-6312.